# Luís Godinho
Luís Miguel Branco Godinho (18 novembre 1985) è un arbitro di calcio portoghese.

## Carriera
Esordisce in Primeira Liga il 23 agosto 2015 dirigendo Estoril Praia - Moreirense. Nel 2019 è designato dalla SAFF per l'incontro di Abdul Latif Jameel League tra Al-Taawoun e Al-Hazem. Il 12 settembre 2021 viene chiamato ad arbitrare il match di Ligue 1 tra Bordeaux e Lens. Il 30 gennaio 2022 viene designato per dirigere l'incontro di Souper Ligka Ellada tra PAOK e Olympiacos.